# 大原咲織
大原 咲織（おおはら さおり、2000年2月5日 - ）は、日本の元女子バスケットボール選手である。ポジションはパワーフォワード。

## 来歴
神奈川県出身。
東京成徳大学高校でインターハイ・ウィンターカップベスト8、早稲田大でインカレ3位。
2022年、日立ハイテク クーガーズにアーリーエントリーを経て加入。
2025年引退。